# Tetrasarus lineatus
Tetrasarus lineatus är en skalbaggsart som beskrevs av Brethes 1920. Tetrasarus lineatus ingår i släktet Tetrasarus och familjen långhorningar. Inga underarter finns listade i Catalogue of Life.